# 北京國際圖書博覽會
北京國際圖書博覽會（簡稱「圖博會」或「BIBF」）由多個政府機關合力主辦，並由中國圖書進出口（集團）總公司承辦，是中國「十一五」、「十二五」的重要會展項目。參展單位有國內的五百多家出版社外，也有來自海外，包括：英國、法國、德國、美國、日本、韓國等數十個國家的機構，每屆並設一主賓國，邀請其他國家介紹他們的文化。除了是刊物展覽會外，圖博會實是兼具書籍貿易、文化活動、業界溝通、文化交流等多功能的國際出版盛會。

## 成立
圖博會於1986年由國務院正式批准舉辦，宗旨是：「把世界優秀圖書引進中國，讓中國圖書走向世界」。並由以下八個部委負責：
- 教育部
- 文化部
- 科技部
- 中國出版協會
- 中國作家協會
- 北京市人民政府
- 國務院新聞辦公室
- 國家新聞出版廣電總局

圖博會剛開始是每兩年舉辦一屆的，但從2002年起增加為每年一屆，到2018年已經是第25屆。

## 歷屆概況

### 第25屆（2018年）
第25屆北京國際圖書博覽會於2018年8月22日至26日舉辦，地點位於中國國際展覽中心新館。是屆會有來自國內外的2500家展商參加，參展國家和地區達到93個。現場展出30多萬種全球最新出版的圖書，並舉辦近千場豐富的出版文化活動。當中「文學沙龍」活動邀請了多位知名文化界人士參加，包括：熊亮、余華、劉震雲、蕾秋·喬伊斯、朱贏椿、麥家、曹文軒、王蒙、賈平凹等。
摩洛哥在中摩建交六十周年之際作為是屆主賓國，派出部級官員、出版社和作家組成的代表團參加，展出圖書約800餘種，並舉辦多個講座及研討會，有：翻譯之路、「一帶一路」倡議下的中摩兩國關係、現代摩洛哥文學。
會場分八個館如下，
- 綜合館（西1館）是國內大型出版集團展區；
- 專業館和主賓國展區（西2館）；
- 文創館（西3館）設主要展示藝術類圖書及相關文創產品；
- 國際閱讀體驗館（西4館）設有繪本展、國際閱讀體驗展區、兒童閱讀推廣活動區；
- 海外專業展區與國際版權中心（東1館）主要展示海外出版物、開展貿易洽談；
- 中外童書與數字融合發展館（東2館）；
- 北京國際圖書節主展館（東3館）；
- 圖書館配館（東4館），為國內外圖書館、科研機構等單位提供圖書現場採購和訂貨。

## 外部連結
- 北京國際圖書博覽會官方網站